# Werner Janensch
Werner Ernst Martin Janensch (11. listopadu 1878 – 20. října 1969) byl německý paleontolog a geolog.
Jeho největším přínosem byly zřejmě objevy při německých expedicích do Tendaguru na území tehdejší Německé východní Afriky (dnešní Tanzanie). Janensch spolu s kolegou Edwinem Hennigem vedl v letech 1909-1913 nákladné paleontologické výpravy do této odlehlé oblasti, kde objevili četné fosílie svrchnojurských dinosaurů i mnoha jiných organismů z doby před asi 150 miliony let. Mezi jím popsané neptačí dinosaury patřil gigantický sauropod Giraffatitan (Brachiosaurus) brancai (1914), menší sauropod Dicraeosaurus (1914) nebo teropod Elaphrosaurus (1920).
Zkameněliny některých z těchto unikátních dinosaurů jsou dnes uloženy v berlínském Museum für Naturkunde, jehož kurátorem Janensch také byl. Zemřel v Berlíně roku 1969 ve věku 90 let.

## Některé publikace
- Janensch, W. 1914. Übersicht über die Wirbeltierfauna der Tendaguruschichten, nebst einer kurzen Charakterisierung der neu aufgeführten Arten von Sauropoden. Archiv für Biontologie 3(1):81-110.
- Janensch, W. 1920. Ueber Elaphrosaurus bambergi und die Megalosaurier aus den Tendaguru-Schichten Deutsch-Ostafrikas. Sitzungsberichte der Gesellschaft naturforschender Freunde zu Berlin 1920:225-235.
- Janensch, W. 1922. Das Handskelett von Gigantosaurus robustus und Brachiosaurus brancai aus den Tendaguru-Schichten Deutsch-Ostafrikas. Centralblatt für Mineralogie, Geologie und Paläontologie 1922(15):464-480.
- Janensch, W. 1925. Die Coelurosaurier und Theropoden der Tendaguru-Schichten Deutsch-Ostafrikas. Palaeontographica, Supplement 7 I(1):1-99.
- Janensch, W. 1925. Ein aufgestelltes Skelett von Kentrurosaurus aethiopicus E. Hennig aus den Tendaguru-Schichten Deutsch-Ostafrikas. Palaeontographica, Supplement 7 I(1):257-276.